# Південна Росія
Південна Росія або Південь Росії — термін, використовуваний з 1991 року при позначенні Південного та Північно-Кавказького федеральних округів сучасної Російської Федерації.

## Економіка
Через посушливий клімат економіка півдня Російської Федерації носить переважно сільськогосподарський характер, велику роль відіграють також підприємства легкої промисловості (наприклад, у Курську, Краснодарі, Ставрополі). Важка промисловість розвинена слабо і наявна переважно у великих містах (таких як Ростов-на-Дону, Волзький, Таганрог).

## Політика
Регіони півдня Російської Федерації до початку 2000-х років входили до так званого червоного поясу, що багато в чому обумовлено значною часткою сільського населення з відповідною ментальністю на противагу регіонах Північно-Заходу і Уралу, що входили до синього. Це призвело до слабкості громадянського суспільства, його недостатнього впливу на прийняття рішень місцевою владою. На відміну від Російської Півночі і Центру країни на Півдні довгий час не було жодного великого центру, однак в останні роки ним є Ростов-на-Дону, що конкурує з такими містами як Краснодар і Волгоград.

### Регіони
| - Південний федеральний округ: - Республіка Адигея - Астраханська область - Волгоградська область - Калмикія - Краснодарський край - Ростовська область | - Північно-Кавказький федеральний округ: - Дагестан - Інгушетія - Кабардіно-Балкарія - Карачаєво-Черкесія - Північна Осетія-Аланія - Ставропольський край - Чечня |